# Elsőszámú közellenség (film, 1953)
Az Elsőszámú közellenség (eredeti cím: L'Ennemi public No. 1)  1953-ban bemutatott francia-olasz fekete-fehér filmvígjáték, szatíra. A főszereplők Fernandel és Gábor Zsazsa.

## Cselekmény
|  | Alább a cselekmény részletei következnek! |

Az erősen rövidlátó Joe Calvet (Fernandel) egy nagy áruházban bemutatóember (a szemüvege miatt elbocsájtják), aki szeret moziba járni, egy alkalommal véletlenül egy másik férfi kabátját viszi el a moziból, ami egy bérgyilkosé. A metrón elsül a kabát zsebéből előhúzott pisztoly, ezért a New York-i rendőrség őrizetbe veszi és kínzásoknak veti alá, amik azonban hatástalanok.
A banda igazi főnöke, egy szőke nő (Gábor Zsazsa) felismeri a lehetőséget, hogy a banda tagjainak bemutathatja a mindaddig láthatatlan „főnök”-öt, a teljesen ártatlan Joe Calvet személyében. Többszöri félreértések következtében a rendőrség is úgy gondolja, hogy ő áll a legutóbbi bankrablás megszervezése mögött, amiben 200 000 dollár tűnt el, és a bankigazgatót lelőtték a támadók. Joe arcképét a sajtó is „szenzációs” cikkekben terjeszti.
Joe Calvet rövid úton a híres Sing-Sing börtönbe kerül (a bírósági tárgyalás nem látható a filmben).
A szőke nő percre pontosan megszervez egy szökést, csak éppen a „bandafőnök” a gyenge látása miatt a rendőrök karjaiba fut. A szökés rekonstruálásakor azonban gond nélkül kisétál a börtönből.
Megpróbálja a bandatagokat jó útra téríteni, ezért vidéken kibérel egy tanyát (ami történetesen a helyi seriffé), azonban a bandatagok gyanakodni kezdenek, azt hiszik, hogy a „főnök” le akar lépni. Amikor Joe Calvet visszatér a házba, elfogják és a szőke nőt is, és egy New York-i épületben fogva tartják őket. Joe kiszabadul a kötelékeiből és a 27. emelet ellenére kimászik az ablakon, és egy neonreklám betűiből az „SOS” betűket rakja ki. Hamarosan kiérkezik a rendőrség, és egy lövés nélkül elfogja a bandatagokat.
Joe Calvet lesz a nap hőse, aki segített a banda tagjainak kézre kerítésében.  Egy ügyvéd segítségével (némi pénz ellenében) a szőke nő is szabadlábra kerül. Joe Calvet egy farmot vesz a kézre kerítésért járó pénzből.
|  | Itt a vége a cselekmény részletezésének! |

## Szereposztás
- Fernandel : Joe Calvet, erősen rövidlátó, ártatlan kívülálló
- Gábor Zsazsa : Éléonore, a szőke «Lola» (a valószínűsíthető bandavezér)
- Nicole Maurey : Peggy, Joe egyik kolléganője
- Alfred Adam : a seriff
- Jean Marchat : kerületi ügyész
- Louis Seigner : a börtön igazgatója
- Saturnin Fabre : W.W. Stone, ügyvéd
- Paolo Stoppa : Teddy «Tony» Fallone, bűnöző
- Tino Buazelli : Parker, a rendőrfőnök
- David O'Patoschu : Slim, együgyű, analfabéta bérgyilkos
- Carlo Ninchi : Nick O’Hara, rendőr
- Arturo Bragaglia : Jack, pénztáros
- Manuel Gary : Charly, az „álmos”
- Gugliemo Barnabo : M. Click
- Bob Ingarao : rendőrfőnök
- Jess Hahn : Walter, gonosz gengszter, Fallone bűntársa
- Cianfanelli : Abe, bérgyilkos
- Aorlo Mischi : Nick
- Robert Seller : lelkipásztor
- René Hell : öreg, az egyik rab
- Michel Ardan : felügyelő
- Paul Barge  (1890-1960) : biztonsági főnök
- Emile Genevois : az egyik rab
- Philippe Richard : igazgató
- Harry Max : csapos
- Franck Maurice : felügyelő
- Pierre Leproux : biztonsági őr, a bűntett rekonstruálásában jelenik meg
- Marcel Rouzé : felügyelő
- Jack Ary : újságíró
- René Mazé : újságárus
- André Dalibert : felügyelő
- Robert Mercier : felügyelő
- Jean Clarieux : a teherautósofőr hangja, aki elfuvarozza Joe-t
- Jean Gautrat
- Jacques Berger
- Michel Dancourt

## Forgatási helyszínek
- Cinecittà (a belső jelenetek)
- New York (utcai jelenetek)

## Fordítás
- Ez a szócikk részben vagy egészben  a   L'Ennemi public numéro un című francia Wikipédia-szócikk fordításán alapul.  Az eredeti cikk szerkesztőit annak laptörténete sorolja fel. Ez a jelzés csupán a megfogalmazás eredetét és a szerzői jogokat jelzi, nem szolgál a cikkben szereplő információk forrásmegjelöléseként.